# Riedenheim
Riedenheim är en kommun och ort i Landkreis Würzburg i Regierungsbezirk Unterfranken i förbundslandet Bayern i Tyskland.
Kommunen ingår i kommunalförbundet Röttingen tillsammans med staden Röttingen och kommunerna Bieberehren och Tauberrettersheim.